# Azolla filiculoides
Azolla filiculoides är en simbräkenväxtart. Azolla filiculoides ingår i släktet Mossbräknar (Azolla) och familjen Salviniaceae.

## Underarter
Arten delas in i följande underarter:
- A. f. cristata
- A. f. filiculoides

## Bildgalleri

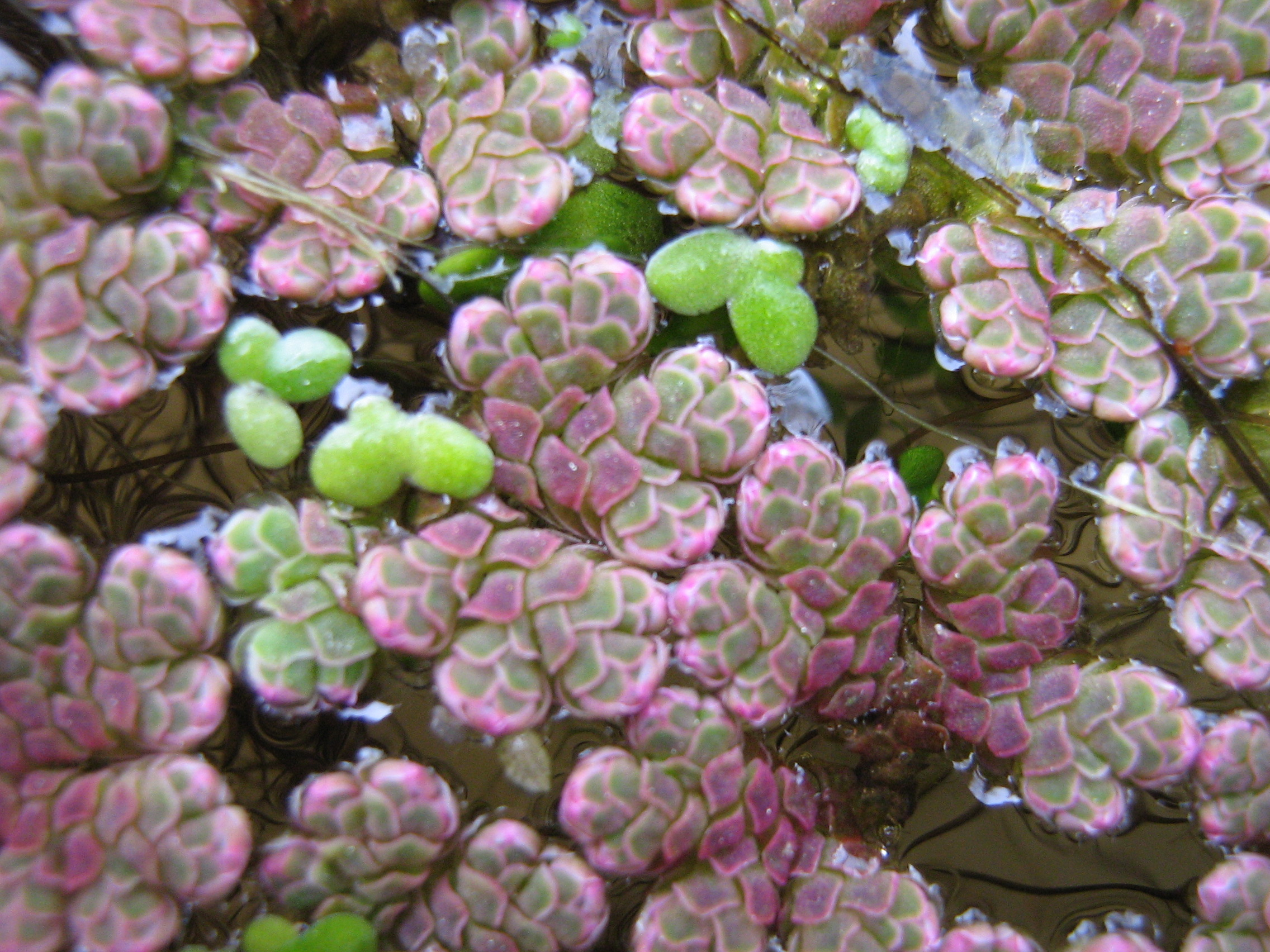
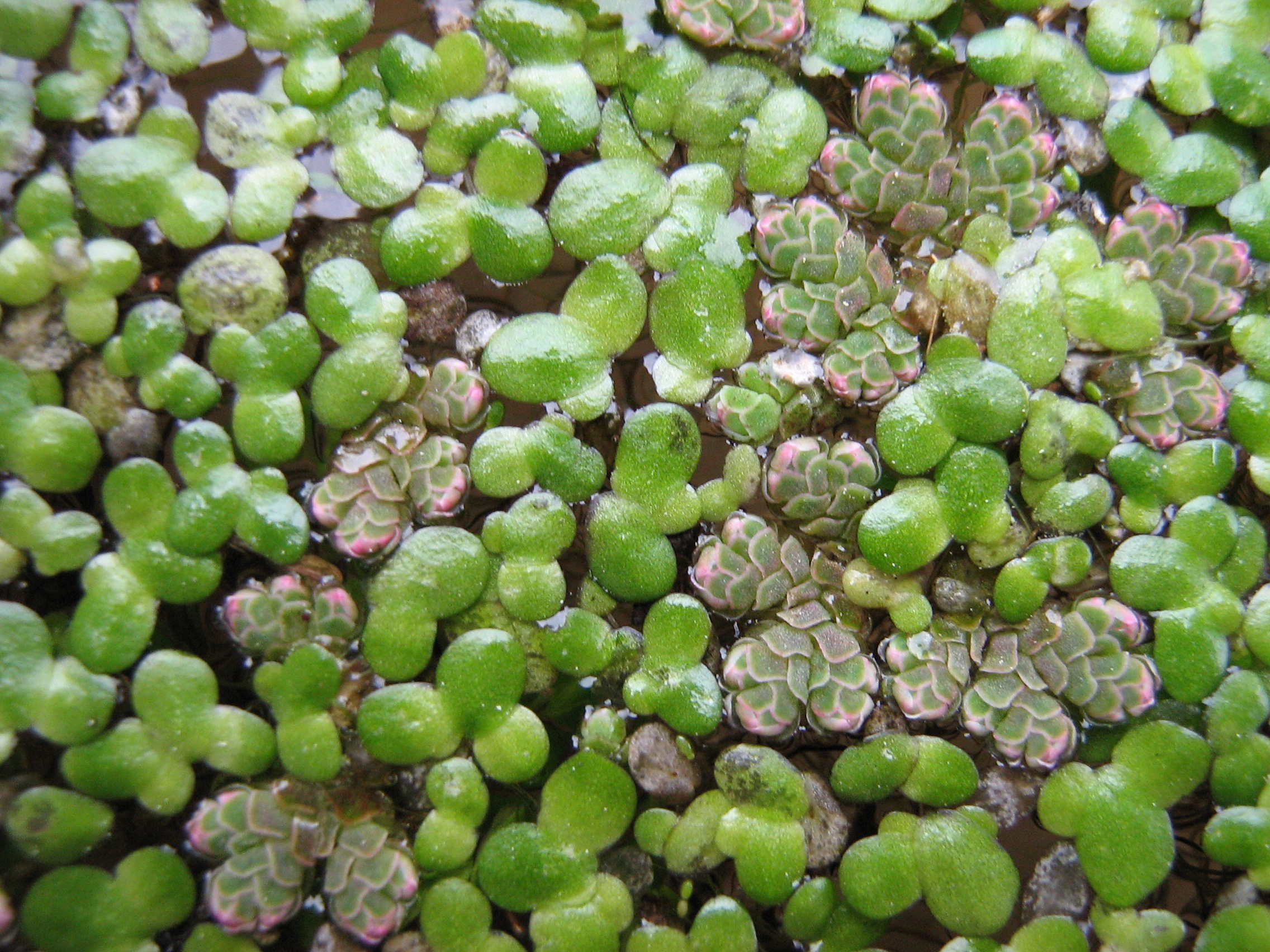
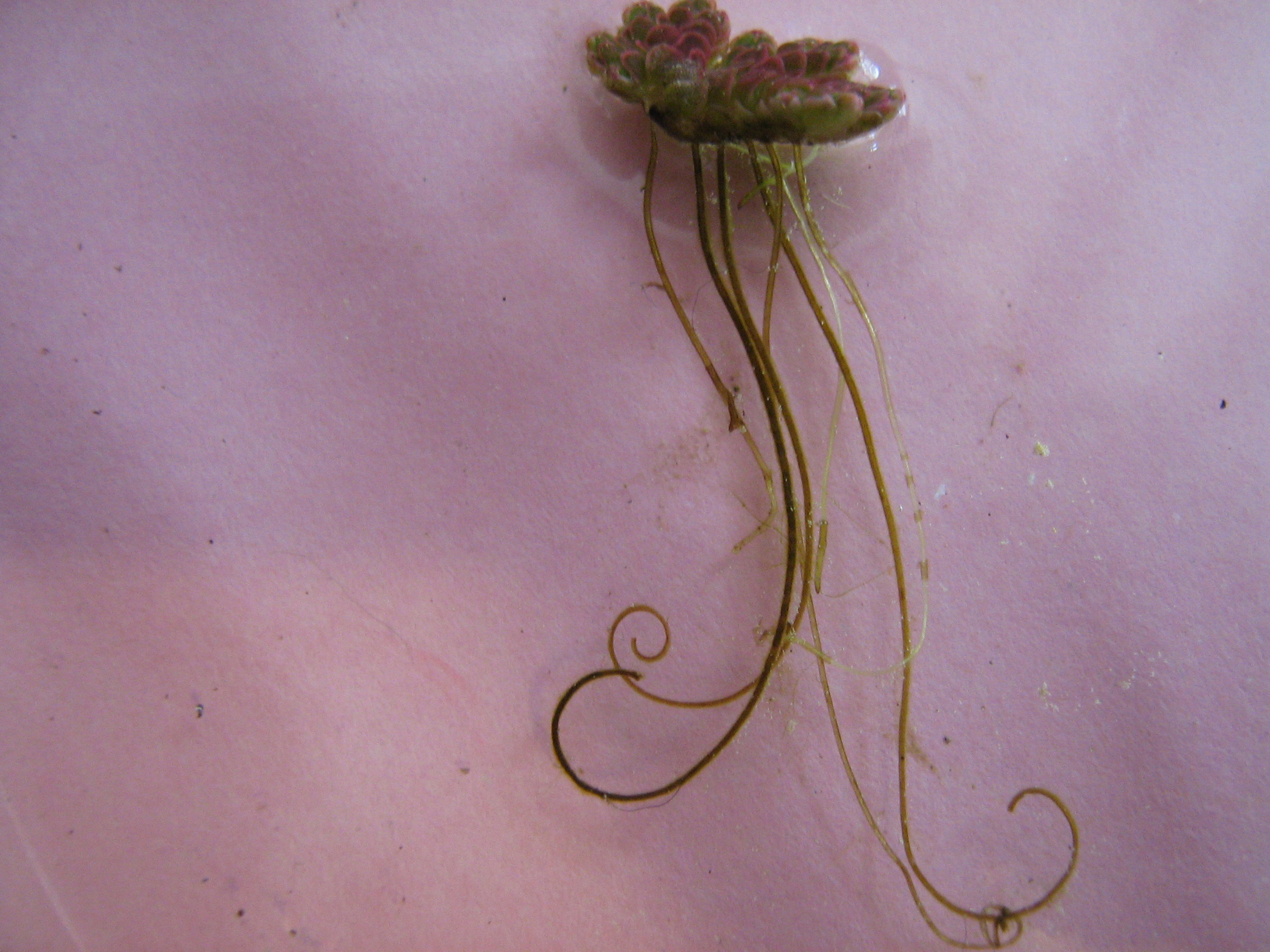